# Zabrak
De Zabrak is een fictief volk uit de Star Wars filmreeks. Ze zijn afkomstig van de Mid Rim planeet Iridonia en hebben een kroon van hoorns op het hoofd. De Zabrak komen ook op de planeet Dathomir voor als de 'Nightbrothers.'

## Fysiologie
Er waren talloze rassen van Zabrak die men kon herkennen aan de samenstelling, aantal en positie van de hoorns op hun hoofd, aan hun verschillende huidtypes en aan de mogelijke groei van hoofdhaar.

## Cultuur
Zabrak stonden bekend voor hun sterke wilskracht, hun uithoudingsvermogen, hun optimisme, hun weerstand tegen pijn en hun trots. Erg gekend was ook hun voorliefde voor tatoeages die zij niet zelden in het aangezicht aanbrachten. Zabrak waren door hun sterke zelfbeheersing en wilskracht uitstekende voorbeelden in De Kracht (The Force). Vrouwelijke Zabrak waren lichter gebouwd dan de mannelijke Zabrak. Er werd beweerd dat oud Zabraki een van de talen was waaruit Basic ontstond.

## Geschiedenis
De Zabrak waren een van de eerste soorten die erin slaagden om door de ruimte te reizen. Daardoor waren talloze Zabrak gevestigd op andere planeten en identificeerden deze Zabrak zich met hun planeet van herkomst. Toen de Duros de Mid Rim begonnen te verkennen ontdekten ze verschillende Zabrak-kolonies met een soevereine regering. Alle Zabrak-planeten waren meteen bereid om zich aan te sluiten bij de Galactische Republiek en hun zetels in de Senaat in te nemen.
De Zabrak probeerden zich te verzetten tegen het Galactisch Keizerrijk, maar om een voorbeeld te stellen plaatste de Keizerlijke regering garnizoenen op de Zabrak-kolonies, belastten ze de handelsroutes en namen de fabrieken en bedrijven in beslag. Deze onderdrukking zorgde ervoor dat de kolonies naar elkaar toegroeiden en er een ondergrondse beweging tegen het Keizerrijk ontstond.

## Bekende Zabrak
- Sith Lord Darth Maul
- Jedi Meester Eeth Koth
- Jedi Meester Agen Kolar
- Savage Opress
- Feral

## Verschijning
- Star Wars: Episode I: The Phantom Menace
- Star Wars: Episode II: Attack of the Clones
- Star Wars: Episode III: Revenge of the Sith
- Star Wars: The Clone Wars
- Star Wars: The Clone Wars